# Championnat de France de rugby à XV 1893-1894
Navigation
1892-1893 1894-1895

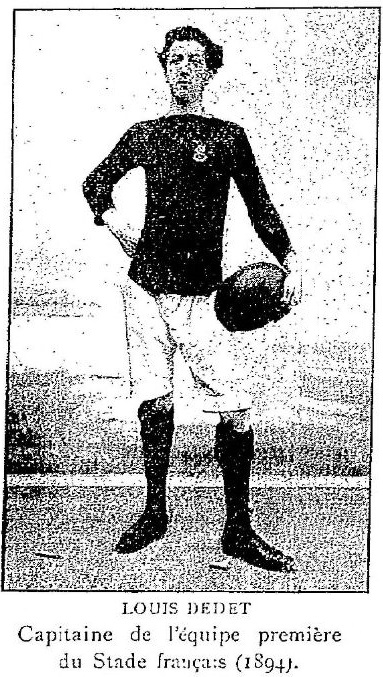
Louis Dedet en 1894, capitaine du Stade français.

La troisième édition du championnat interclubs de football-rugby de l'USFSA eût lieu lors de la saison 1893-1894 et est remporté par le Stade français qui a battu l'Inter-Nos en finale.

## Les participants
Pour l'édition 1893-1894, seulement cinq équipes parisiennes participent au Championnat de France.
- Stade français (champion 1893)
- Racing club de France (vice-champion 1893)
- l'Inter-Nos
- Cercle pédestre d'Asnières
- Association sportive d'Asnières

## Le Championnat
L'organisation du championnat est la même que l'an passée. Pour les scores l'essai vaut désormais 3 points.
|  | Première éliminatoire    | Première éliminatoire    | Première éliminatoire    | Première éliminatoire    |                |                | Seconde éliminatoire      | Seconde éliminatoire      | Seconde éliminatoire      | Seconde éliminatoire      |  |  | Finale                    | Finale                    | Finale                    | Finale                    |
|  |                          |                          |                          |                          |                |                |                           |                           |                           |                           |  |  |                           |                           |                           |                           |
|  | 4 mars 1894 à Courbevoie | 4 mars 1894 à Courbevoie | 4 mars 1894 à Courbevoie | 4 mars 1894 à Courbevoie |                |                | 11 mars 1894 à Courbevoie | 11 mars 1894 à Courbevoie | 11 mars 1894 à Courbevoie | 11 mars 1894 à Courbevoie |  |  | 18 mars 1894 à Courbevoie | 18 mars 1894 à Courbevoie | 18 mars 1894 à Courbevoie | 18 mars 1894 à Courbevoie |
|  | 4 mars 1894 à Courbevoie | 4 mars 1894 à Courbevoie | 4 mars 1894 à Courbevoie | 4 mars 1894 à Courbevoie |                |                | 11 mars 1894 à Courbevoie | 11 mars 1894 à Courbevoie | 11 mars 1894 à Courbevoie | 11 mars 1894 à Courbevoie |  |  | 18 mars 1894 à Courbevoie | 18 mars 1894 à Courbevoie | 18 mars 1894 à Courbevoie | 18 mars 1894 à Courbevoie |
|  | Racing CF                | Racing CF                | 94                       | 94                       |                |                | 11 mars 1894 à Courbevoie | 11 mars 1894 à Courbevoie | 11 mars 1894 à Courbevoie | 11 mars 1894 à Courbevoie |  |  | 18 mars 1894 à Courbevoie | 18 mars 1894 à Courbevoie | 18 mars 1894 à Courbevoie | 18 mars 1894 à Courbevoie |
|  | Racing CF                | Racing CF                | 94                       | 94                       |                |                | 11 mars 1894 à Courbevoie | 11 mars 1894 à Courbevoie | 11 mars 1894 à Courbevoie | 11 mars 1894 à Courbevoie |  |  | 18 mars 1894 à Courbevoie | 18 mars 1894 à Courbevoie | 18 mars 1894 à Courbevoie | 18 mars 1894 à Courbevoie |
|  | AS Asnières              | AS Asnières              | 0                        | 0                        |                |                | 11 mars 1894 à Courbevoie | 11 mars 1894 à Courbevoie | 11 mars 1894 à Courbevoie | 11 mars 1894 à Courbevoie |  |  | 18 mars 1894 à Courbevoie | 18 mars 1894 à Courbevoie | 18 mars 1894 à Courbevoie | 18 mars 1894 à Courbevoie |
|  | AS Asnières              | AS Asnières              | 0                        | 0                        | Stade français | Stade français | 9                         | 9                         |                           |                           |  |  | 18 mars 1894 à Courbevoie | 18 mars 1894 à Courbevoie | 18 mars 1894 à Courbevoie | 18 mars 1894 à Courbevoie |
|  |                          |                          |                          |                          | Stade français | Stade français | 9                         | 9                         |                           |                           |  |  | 18 mars 1894 à Courbevoie | 18 mars 1894 à Courbevoie | 18 mars 1894 à Courbevoie | 18 mars 1894 à Courbevoie |
|  |                          |                          | Racing CF                | Racing CF                | 0              | 0              |                           |                           |                           |                           |  |  | 18 mars 1894 à Courbevoie | 18 mars 1894 à Courbevoie | 18 mars 1894 à Courbevoie | 18 mars 1894 à Courbevoie |
|  |                          |                          |                          |                          | 0              | 0              |                           |                           |                           |                           |  |  | 18 mars 1894 à Courbevoie | 18 mars 1894 à Courbevoie | 18 mars 1894 à Courbevoie | 18 mars 1894 à Courbevoie |
|  |                          |                          |                          |                          |                |                |                           |                           |                           |                           |  |  | 18 mars 1894 à Courbevoie | 18 mars 1894 à Courbevoie | 18 mars 1894 à Courbevoie | 18 mars 1894 à Courbevoie |
|  |                          |                          |                          |                          |                |                |                           |                           |                           |                           |  |  | 18 mars 1894 à Courbevoie | 18 mars 1894 à Courbevoie | 18 mars 1894 à Courbevoie | 18 mars 1894 à Courbevoie |
|  | Stade français           | Stade français           | 18                       | 18                       |                |                |                           |                           |                           |                           |  |  |                           |                           |                           |                           |
|  | Stade français           | Stade français           | 18                       | 18                       |                |                |                           |                           |                           |                           |  |  |                           |                           |                           |                           |
|  |                          |                          | Inter-Nos                | Inter-Nos                | 0              | 0              |                           |                           |                           |                           |  |  |                           |                           |                           |                           |
|  |                          |                          |                          |                          | 0              | 0              |                           |                           |                           |                           |  |  |                           |                           |                           |                           |
|  |                          |                          |                          |                          |                |                |                           |                           |                           |                           |  |  |                           |                           |                           |                           |
|  |                          |                          |                          |                          |                |                |                           |                           |                           |                           |  |  |                           |                           |                           |                           |
|  |                          |                          |                          |                          |                |                |                           |                           |                           |                           |  |  |                           |                           |                           |                           |
|  | 4 mars 1894 à Courbevoie |                          |                          |                          |                |                |                           |                           |                           |                           |  |  |                           |                           |                           |                           |
|  |                          |                          |                          |                          |                |                |                           |                           |                           |                           |  |  |                           |                           |                           |                           |
|  | Inter-Nos                | Inter-Nos                | 17                       | 17                       |                |                |                           |                           |                           |                           |  |  |                           |                           |                           |                           |
|  | Inter-Nos                | Inter-Nos                | 17                       | 17                       |                |                |                           |                           |                           |                           |  |  |                           |                           |                           |                           |
|  | CP Asnières              | CP Asnières              | 0                        | 0                        |                |                |                           |                           |                           |                           |  |  |                           |                           |                           |                           |
|  | CP Asnières              | CP Asnières              | 0                        | 0                        |                |                |                           |                           |                           |                           |  |  |                           |                           |                           |                           |
|  |                          |                          |                          |                          |                |                |                           |                           |                           |                           |  |  |                           |                           |                           |                           |

## Première éliminatoire
| Dimanche 4 mars 1894 13h45 | Racing CF | 94 - 0 (45 - 0) | AS Asnières | Terrain de Bécon-les-Bruyères, Courbevoie 1 200 spectateurs Arbitre : Louis Dedet |
| Dimanche 4 mars 1894 13h45 | Essai(s) : Gus. Duchamps (5), Reichel (8), Combes (4), Gautier (1), C. de Candamo (1), Marotte (1) et 2 tenus de Reichel (1) et Gus. Duchamps (1) Transformation(s) : G. de Candamo (11), Potter (3) et Geo. Duchamps (1) |                 |             | Terrain de Bécon-les-Bruyères, Courbevoie 1 200 spectateurs Arbitre : Louis Dedet |
| Dimanche 4 mars 1894 13h45 | |                 |             | Terrain de Bécon-les-Bruyères, Courbevoie 1 200 spectateurs Arbitre : Louis Dedet |

La première éliminatoire voit la victoire du Racing CF 94-0, c'est pas moins de 20 essais et de 15 transformations. La rencontre s'est jouée à 14 contre 14 joueurs.
| Dimanche 4 mars 1894 | Inter-Nos                                                                                               | 17 - 0 (0 - 0) | CP Asnières | Terrain de Bécon-les-Bruyères, Courbevoie Arbitre : Louis Dedet |
| Dimanche 4 mars 1894 | Essai(s) : Perreau (1), Berthomé (1), Cotton (1), Gaudin (1) et Lewis (1) Transformation(s) : Lewis (1) |                |             | Terrain de Bécon-les-Bruyères, Courbevoie Arbitre : Louis Dedet |
| Dimanche 4 mars 1894 | |                |             | Terrain de Bécon-les-Bruyères, Courbevoie Arbitre : Louis Dedet |

## Seconde éliminatoire
| Dimanche 11 mars 1894 14h45 | Stade français                                                | 9 - 0 (6 - 0) | Racing CF | Terrain de Bécon-les-Bruyères, Courbevoie Arbitre : Alfred Tebbitt |
| Dimanche 11 mars 1894 14h45 | Essai(s) : Dorlet (1), Giroux (1) et Garcet de Vauresmont (1) |               |           | Terrain de Bécon-les-Bruyères, Courbevoie Arbitre : Alfred Tebbitt |
| Dimanche 11 mars 1894 14h45 |                                                               |               |           | Terrain de Bécon-les-Bruyères, Courbevoie Arbitre : Alfred Tebbitt |

On note un incident en première mi-temps. L'arbitre de la rencontre accorde un essai à Garcet de Vauresmont. Les racingmen réclament deux avants qui suivirent l'action menant à l'essai. Or, l'essai est transformé sous les hués du public ; cependant l'arbitre de touche, prévient l'arbitre principal de son erreur et Tebbitt annule donc cet essai.

## Finale[4]
| Dimanche 18 mars 1894 | Stade français                                                                                   | 18 - 0 (9 - 0) | Inter-Nos | Terrain de Bécon-les-Bruyères, Courbevoie 1 500 spectateurs Arbitre : Georges de Saint-Clair Stevenson |
| Dimanche 18 mars 1894 | Essai(s) : Bellencourt (1), Bouisson (1), L. de Joannis (1), Amand (1), Mamelle (1), Olivier (1) |                |           | Terrain de Bécon-les-Bruyères, Courbevoie 1 500 spectateurs Arbitre : Georges de Saint-Clair Stevenson |
| Dimanche 18 mars 1894 |                                                                                                  |                |           | Terrain de Bécon-les-Bruyères, Courbevoie 1 500 spectateurs Arbitre : Georges de Saint-Clair Stevenson |